# Žďár, Mladá Boleslav
Žďár là một làng thuộc huyện Mladá Boleslav, vùng Středočeský, Cộng hòa Séc.